# Edward Wegman
Edward Joseph Wegman (* 1948 in St. Louis, Missouri, Vereinigte Staaten) ist ein US-amerikanischer Statistiker.
Er erhielt seine Ausbildung an der Saint Louis University und der University of Iowa.
Wegman war bis zu seiner Pensionierung 2018 Professor für Statistik an der George Mason University.
Er ist Fellow der American Statistical Association, Senior Member des IEEE und ehemaliger Vorsitzender des National Research Council Committee für angewandte und theoretische Statistik.
2006 veröffentlichten Edward Wegman, Yasmin H. Said und David W. Scott einen Bericht (Wegman-Report) für das United States House Committee on Energy and Commerce zum Hockeyschläger-Diagramm.